# エーリヒ・レーン
- エーリッヒ・レーン

エーリヒ・レーン（Erich Röhn, 1910年4月16日 - 1985年8月7日）は、ドイツのヴァイオリニスト。
グロス・ロイテンの出身。ベルリン音楽院でグスタフ・ハーヴェマンに師事し、1934年にベルリン・フィルハーモニー管弦楽団に入団しコンサートマスターに就任した。1945年からは、ハンス・シュミット＝イッセルシュテットの招きに応じて、ハンブルクの北ドイツ放送交響楽団の初代コンサートマスターに就任した。室内楽の演奏にも秀で、コンラート・ハンゼンやアルトゥール・トレスターとトリオを組んだり、ハンブルク弦楽四重奏団に第1ヴァイオリンで参加したりしていた。
ハンブルクにて没。